# Trittico della Salvezza
Il trittico della Salvezza o della Salvazione è un trittico a olio su tela del Moretto, databile al 1521-1524 o al 1527-1528. I tre pannelli sono oggi smembrati in tre diverse sedi: due sono a Brescia e uno a Biella, tutti in collezioni private.
L'opera si colloca in un periodo intermedio della produzione dell'autore, subito prima o subito dopo la decorazione della cappella del Santissimo Sacramento nella chiesa di San Giovanni Evangelista a Brescia, con la quale ha diverse affinità stilistiche. Le tre tele sono pertanto da ascrivere a un Moretto che non ha ancora raggiunto la maturità artistica, ma ne è già ampiamente sulla strada, soprattutto se confrontato con dipinti precedenti dove la resa artistica è chiaramente inferiore.

## Storia
Le tre tele, molto affini tra loro per dimensioni e taglio compositivo, sono nate sicuramente come parti di un trittico narrativo incentrato sul tema della salvezza portata da Gesù attraverso la Passione, da cui il nome. La sorte dell'opera non è stata ben documentata nella letteratura artistica, anche perché, a quanto pare, mai nessuno degli storici di Brescia, che scrissero saggi e guide dal Seicento all'Ottocento, vide il trittico completo ma solo le singole tele, che dovettero essere separate molto precocemente. Notizie sulla sorte ultima dei pannelli si riscontrano dalla seconda metà dell'Ottocento in poi: nel 1912, una nota d'archivio segnala il Serpente di rame nella Collezione Oldofredi di Brescia, per poi essere acquistato, nel 1983, da una collezione privata, dove è ancora conservato. Il Noèe il Mosè sono invece indicati da Giovanni Battista Carboni, nel 1750, nella Collezione Maffei-Fenaroli ancora a Brescia, dove li vede ancora Federico Odorici nella sua guida del 1853 e ancora figurano nel catalogo della collezione nel 1875. Il Noè viene poi messo in vendita alla grande asta Fenaroli Avogadro del 1882, ma rimane fra gli invenduti e, per eredità, passa alla prima alla Collezione Mazzotti-Fenaroli di Rudiano e infine, ancora per eredità, alla Collezione Fenaroli di Biella, dove si trova tuttora. Il Mosè, invece, sarà acquisito dalla Collezione Bettoni-Cazzago.

## Descrizione e stile
I tre pannelli del trittico raffigurano l'Ebbrezza di Noè, Mosè addolcisce le acque di Mara e il Serpente di rame, in questa successione secondo la ricostruzione ideale dell'opera, possibile ragionando sulla base del significato complessivo che doveva avere. La prima tela, l'Ebbrezza di Noè, narra l'episodio tratto dalla Genesi in cui Noè, ubriaco, si addormenta nudo e i suoi figli intervengono per coprirlo, senza mai però rivolgere lo sguardo al padre addormentato. Dal punto di vista religioso, il significato simbolico dell'episodio è legato al tema del vino, che preannuncia il banchetto dei salvati nel regno dei cieli: l'ebbrezza di Noè è quindi da intendere come annuncio del sovrabbondante dono della salvezza. Segue il pannello con Mosè che addolcisce le acque di Mara, che illustra un episodio tratto dall'Esodo, dove gli Ebrei in cammino verso la terra promessa arrivano a Mara le cui acque erano amare e imbevibili. Mosè invoca quindi il Signore, il quale gli indica un legno: il condottiero lo getta nelle acque e queste diventano bevibili. Il significato religioso è molto evidente: l'acqua amara è l'umanità avvelenata dal peccato, che viene purificata dal sacrificio della Croce, prefigurata nel generico legno che getta Mosè. Il terzo e ultimo scomparto, il Serpente di rame, mette invece in evidenza un episodio dei Numeri, ancora attinente al viaggio nel deserto e perciò già in ottica salvifica: il Signore aveva mandato fra la gente serpenti velenosi che, con il loro morso, causavano molti morti. Il popolo venne allora a Mosè e lo supplicò di pregare il Signore per farli allontanare, poiché si erano resi conto dei loro peccati. Mosè pregò dunque per il popolo, e il Signore gli disse di fabbricare un serpente e metterlo in cima ad un'asta: chiunque lo avrebbe guardato dopo essere stato morso sarebbe guarito. Il condottiero seguì quindi le indicazioni, costruendo un serpente in rame e ponendolo in cima ad un'asta: chi lo guardava dopo essere stato morso guariva. Il valore salvifico dell'episodio è ben individuato da un passo del Vangelo di Giovanni (3, 14-15): "e come Mosè innalzò il serpente nel deserto, così bisogna che sia innalzato il Figlio dell'uomo, perché chiunque crede in lui avrà la vita eterna".
L'opera si colloca, cronologicamente, subito prima o subito dopo la decorazione della cappella del Santissimo Sacramento nella chiesa di San Giovanni Evangelista a Brescia, con la quale ha diverse affinità nel metodo compositivo delle figure umane, nell'utilizzo della luce e nei cromatismi. L'opera è pertanto databile al 1521-1524, oppure al 1527-1528. Si tratta, comunque, di un lavoro intermedio, di un Moretto che non ha ancora raggiunto la piena maturità artistica ma ne è già ampiamente sulla strada. Le muscolature sono molto meglio trattate, così come le vesti e i panneggi sono meglio resi in confronto a opere precedenti prettamente giovanili, quali ad esempio la Madonna in trono col Bambino tra i santi Giacomo Maggiore e Girolamo o il Cristo con la croce e un devoto. Allo stesso modo, i paesaggi e gli sfondati prospettici sono più curati e non più vaghi e fumosi, ad esempio rispetto, nuovamente, ai due dipinti citati. Si hanno inoltre i primi accenni, nell'Ebbrezza di Noè, a sfondi architettonici, che col tempo il pittore mostrerà di preferire di gran lunga ai paesaggi naturali.

## Altre immagini

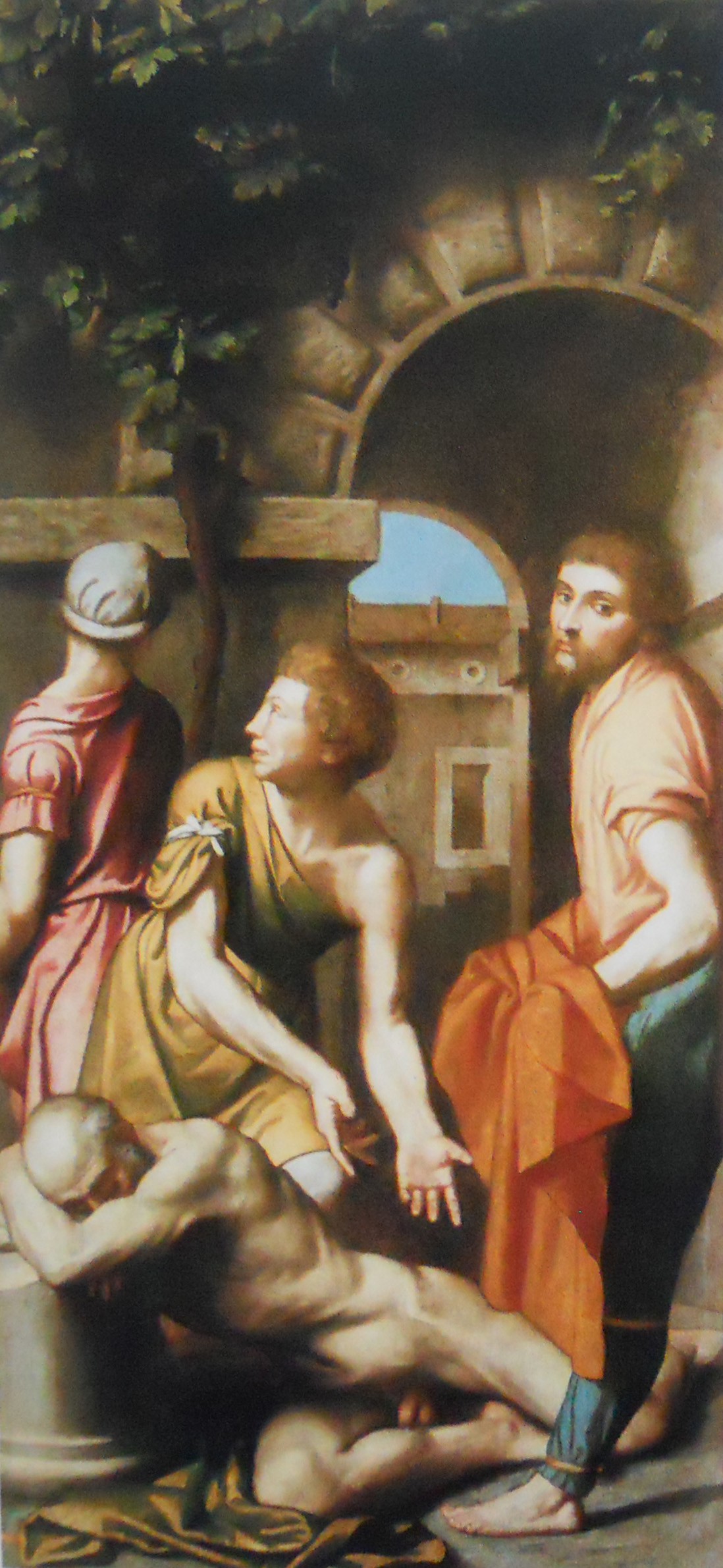
L'Ebbrezza di Noè
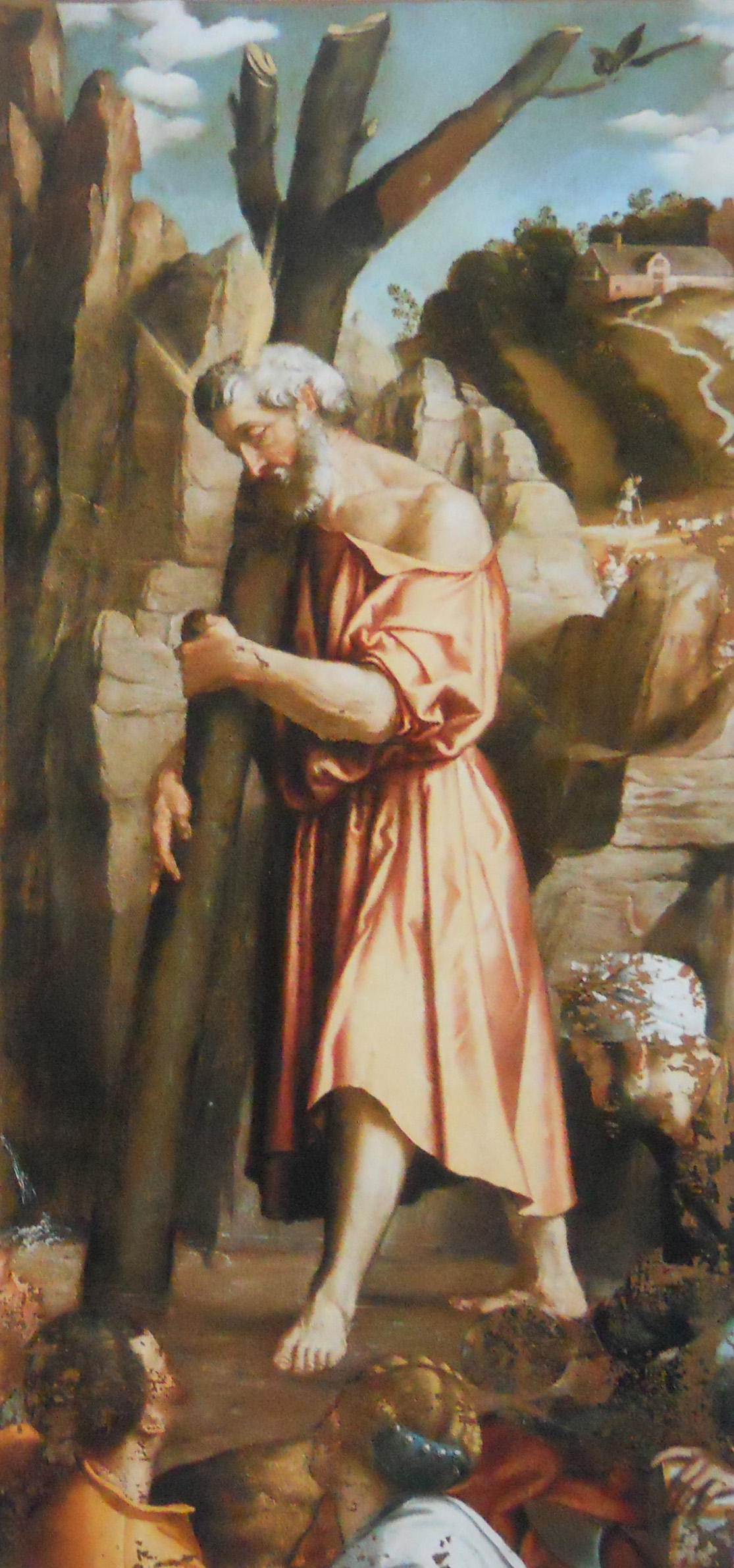
Mosè addolcisce le acque di Mara
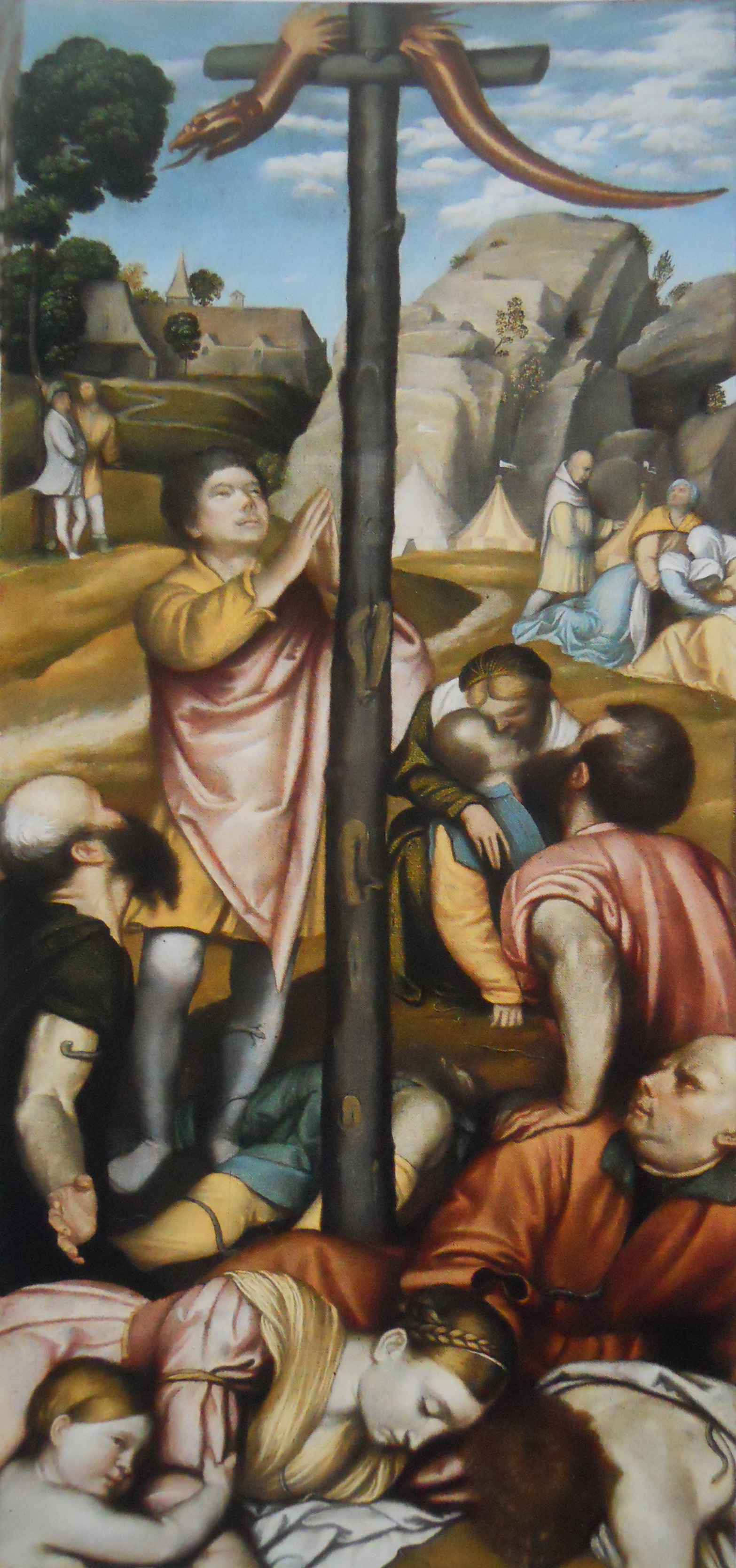
Il Serpente di rame